# Салаи, Миклош
Миклош Салаи (венг. Szalay Miklós; род. 6 декабря 1946, Шальготарьян, Ноград) — венгерский футболист, полузащитник.

## Карьера

### Клубная карьера
Во взрослом футболе дебютировал в 1964 году в клубе «Шальготарьян», где играл на протяжении всей своей карьеры, продолжавшейся десять лет.
В 1967 году команда дошла до финала Кубка Венгрии, но так и не смогла завоевать трофей. В сезоне 1971/72 клуб занял третье место в чемпионате Венгрии.
Всего в составе клуба принял участие в 184 матчах, забив 29 голов. Завершил карьеру футболиста в 1974 году.

### Карьера в сборной
В 1968 году дебютировал в официальных матчах в составе национальной сборной Венгрии, став членом команды, выступавшей на футбольном турнире Олимпийских игр, где стал обладателем золотой медали, но на поле ни разу не выходил.
В 1972 году Салаи провёл свой единственный матч за сборную, сыграв против сборной Испании.

### Тренерская карьера
В 1980 году возглавил тренерский штаб родного клуба «Шальготарьян», который тренировал на протяжении одного сезона.
В 1992 году на один сезон вернулся к работе в клубе.